# فرانتیشک کنبورت
فرانتیشک کنبورت (چکی: František Knebort؛ زادهٔ ۱۹ ژانویهٔ ۱۹۴۴) بازیکن فوتبال اهل چکسلواکی است.
از باشگاه‌هایی که در آن بازی کرده‌است می‌توان به باشگاه فوتبال تپلیس، باشگاه فوتبال بوهمیانس ۱۹۰۵، باشگاه فوتبال اسلاویا پراگ، و دوکلا پراگ اشاره کرد.
وی همچنین در تیم ملی فوتبال چکسلواکی بازی کرده‌است.
وی در مسابقات کشوری و بین‌المللی در مجموع برندهٔ ۱ مدال نقره شده‌است.